# Gonatobotrys
Gonatobotrys är ett släkte av svampar. Gonatobotrys ingår i familjen Ceratostomataceae, ordningen Melanosporales, klassen Sordariomycetes, divisionen sporsäcksvampar och riket svampar.
|              | Microthecium                                                                 |
|              |                                                                              |
|              | Sphaerodes                                                                   |
|              |                                                                              |
|              | Sphaeroderma                                                                 |
|              |                                                                              |
|              | Melanospora                                                                  |
|              |                                                                              |
|              | Ceratostoma                                                                  |
|              |                                                                              |
| Gonatobotrys | \| \| Gonatobotrys flava \| \| \| \| \| \| Gonatobotrys africana \| \| \| \| |
|              | \| \| Gonatobotrys flava \| \| \| \| \| \| Gonatobotrys africana \| \| \| \| |
|              | Vittatispora                                                                 |
|              |                                                                              |
|              | Syspastospora                                                                |
|              |                                                                              |
|              | Rhytidospora                                                                 |
|              |                                                                              |
|              | Pteridiosperma                                                               |
|              |                                                                              |
|              | Harzia                                                                       |
|              |                                                                              |
|              | Proteophiala                                                                 |
|              |                                                                              |
|              | Erostrotheca                                                                 |
|              |                                                                              |
|              | Gibsonia                                                                     |
|              |                                                                              |
|              | Persiciospora                                                                |
|              |                                                                              |
|              | Pustulipora                                                                  |
|              |                                                                              |
|              | Arxiomyces                                                                   |
|              |                                                                              |
|              | Gonatobotrys flava                                                           |
|              |                                                                              |
|              | Gonatobotrys africana                                                        |
|              |                                                                              |

|  | Gonatobotrys flava    |
|  |                       |
|  | Gonatobotrys africana |
|  |                       |

## Bildgalleri

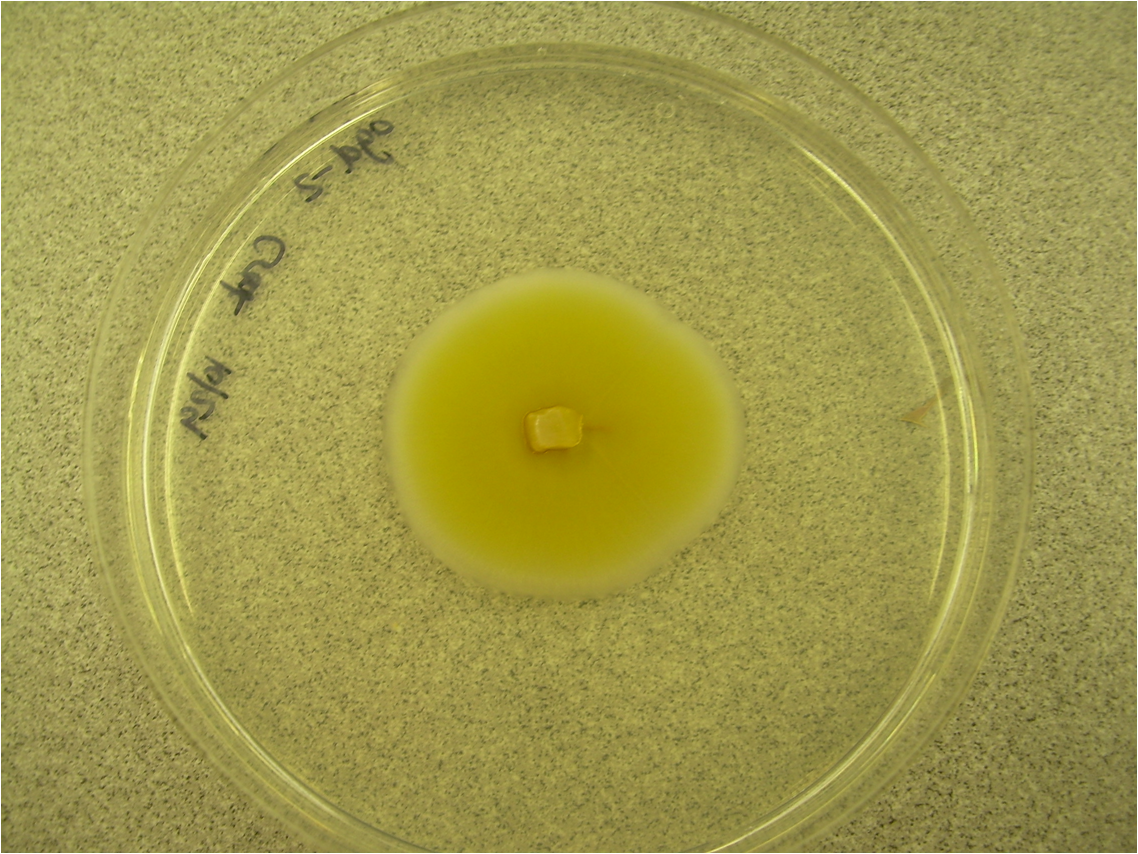
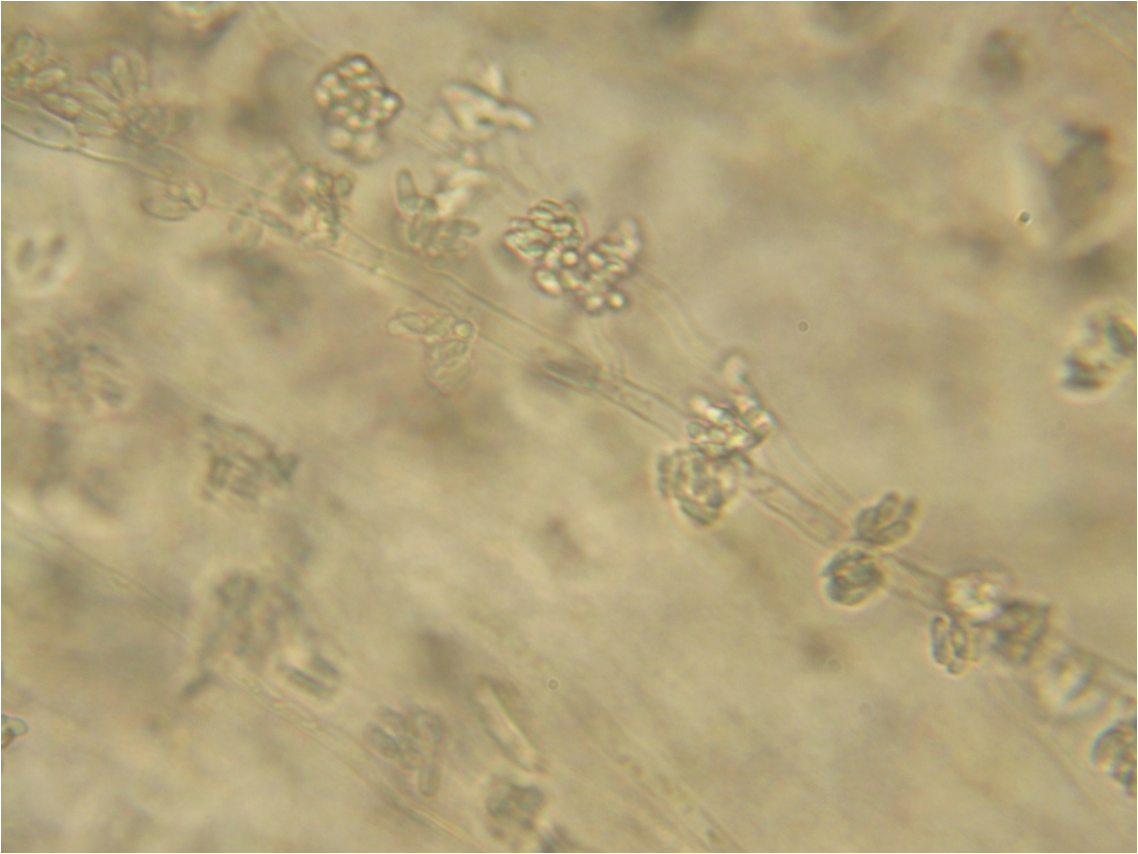
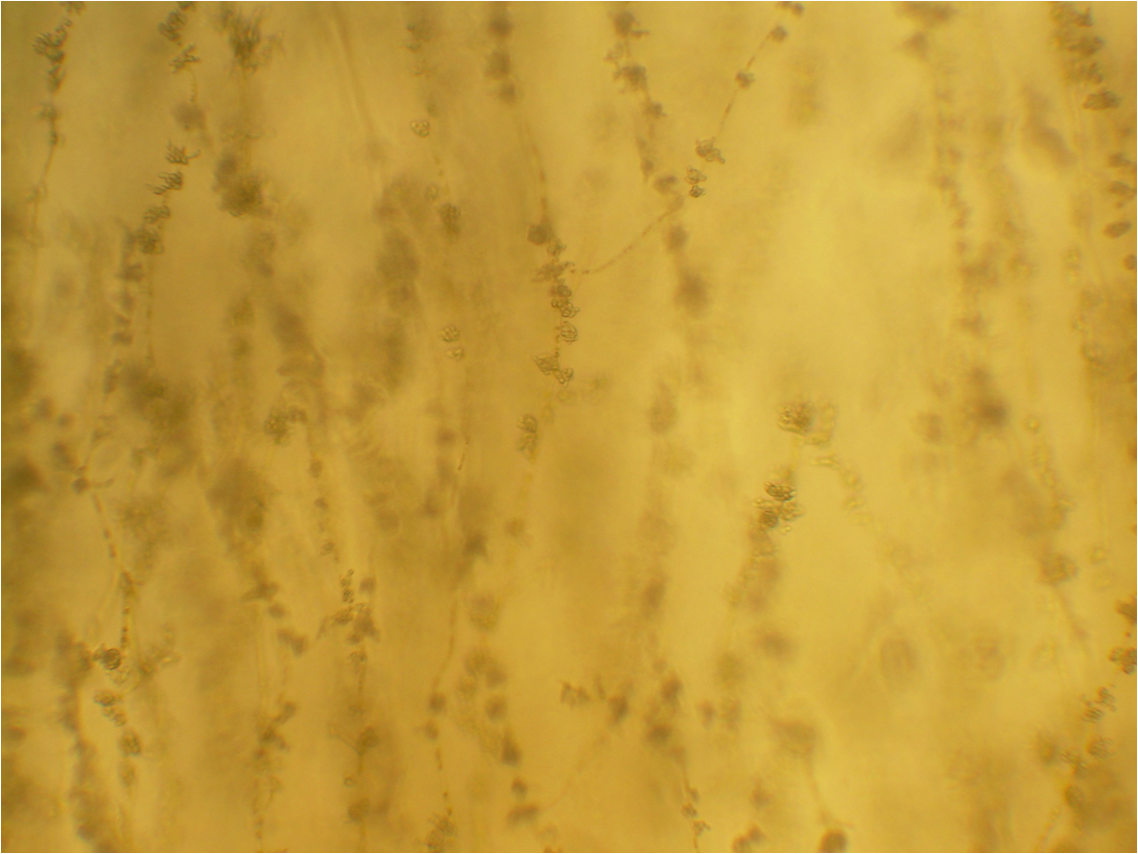